# Anohni and the Johnsons
Anohni and the Johnsons, voorheen bekend als Antony and the Johnsons, is een band uit New York, samengesteld rond de zangeres/componiste Anohni die voormalig bekendstond als Antony Hegarty. Anohni and the Johnsons maakt vooral ballads en hun nummers worden wel omschreven als ‘kamermuziek’, vanwege het gebruik van strijkers en houtblazers. De bijzondere falset van Anohni is bepalend voor het geluid van Anohni and the Johnsons. Ze braken in 2005 door met hun album I Am a Bird Now. In 2023 kwamen ze weer samen en veranderden ze hun bandnaam.

## Biografie

### Start en Succes
De Britse muzikant David Tibet van Current 93 hoorde een demo van Anohni en bood aan om haar muziek uit te geven via zijn label Durtro. Anohni richtte de band op, de naam "Johnsons" is een eerbetoon aan de transgenderrechtenactiviste Marsha P. Johnson. Het debuutalbum Antony and the Johnsons verscheen in 2000 op het Britse Durtro-label. Kort daarna verscheen de ep I Fell in Love with a Dead Boy (2001). Deze ep bevat naast de titelsong een cover van "Mysteries of Love" van David Lynch en Angelo Badalamenti en ook het lied "Soft Black Stars" van Current 93. Producer Hal Willner bracht deze onder de aandacht van Lou Reed, die Anohni onmiddellijk vroeg mee te werken aan zijn muzikale Edgar Allan Poe-project The Raven. Dit bracht een grotere bekendheid van de leadzanger teweeg, waardoor Antony and the Johnsons bij een Amerikaanse platenmaatschappij, Secretly Canadian, een contract kon tekenen.
Bij Secretly Canadian kwam de ep The Lake uit. De titelsong was net als Reeds The Raven geïnspireerd op een gedicht van Edgar Allan Poe. Lou Reed heeft op deze ep zijn medewerking verleend aan het nummer Fistful of Love. In 2004 bracht Secretly Canadian het debuutalbum opnieuw uit om het bij een breder (Amerikaans) publiek onder de aandacht te brengen, gevolgd door de ep Hope There's Someone. In 2005 kwam het tweede album I Am a Bird Now uit, dat goed ontvangen werd. Aan het album werkten Lou Reed, Boy George, Rufus Wainwright en Devendra Banhart mee. Het album betekende de doorbraak voor Antony and the Johnsons: zij wonnen er onder andere de Mercury Music Prize mee voor het beste album van 2005. Later in 2005 verscheen de ep You Are My Sister. De titelsong is het duet van Anohni en Boy George dat ook staat op I Am a Bird Now. In januari 2009 verscheen The Crying Light.
Op 11 oktober 2010 is het vierde studioalbum van Antony and the Johnsons, Swanlights, uitgebracht. Dit album werd op 30 augustus 2010 voorafgegaan door de uitgave van een ep, genaamd Thank You For Your Love.
In augustus 2012 bracht Antony & The Johnsons de liveplaat 'Cut the World' uit, waarop zangeres Anohni te horen is met het Deens Nationaal Kamer Orkest. In de begeleidende clip vertolkt de Nederlandse actrice Carice van Houten samen met onder meer Willem Dafoe een korte rol.

### Heden
Na het laatste album 'Turning' was het vrij stil rond de Johnsons. Anohni ging solo verder sinds haar album 'Hopelessness' uitkwam in 2016. Ook de website van de band, http://www.antonyandthejohnsons.com/, was gearchiveerd. In 2023 kwam de band weer bij elkaar onder de naam Anohni and the Johnsons.

## In andere media
- In 2006 werd het lied "Bird Gerhl" gebruikt in "V for Vendetta". Het is ook uitgebracht op de soundtrack via Astralwerks Records.
- In 2008 werd het lied: "For Today I Am A Boy" gebruikt in de documentaire "Trinidad".
- In 2012 was Antony de host van het Meltdown Festival. Daar waren optredens van o.a.: Marina Abramović, Buffy Sainte-Marie, Selda Bağcan, Diamanda Galás, Cocorosie, Lou Reed, Laurie Anderson, Elizabeth Fraser, Kembra Pfahler, William Basinski, Yoshito Ohno, Cyclobe, David Tibet, Joey Arias en Marc and the Mambas.
- In november 2013 werd de soundtrack van de film "The Hunger Games: Catching Fire" uitgebracht, waaronder een nieuw lied van Antony and the Johnsons: "Angel on Fire".

## Bezetting
Alleen Todd Cohen (drums) is een ‘Johnson’ van het eerste uur. De overige bandleden zijn later gerekruteerd. Joan Wasser speelde mee op I Am a Bird Now. Momenteel is de bezetting als volgt:
- Anohni (zang & piano)
- Julia Kent (cello)
- Maxim Moston (viool)
- Todd Cohen (drums)
- Jeff Langston (bass)
- Rob Moose (gitaar & viool)
- Thomas Bartlett
- Doug Wieselman (sax)
- Parker Kindred (drums)
- Wil Holzhouser

## Discografie

### Albums
| Album met eventuele hitnotering(en) in de Nederlandse Album Top 100 | Datum van verschijnen | Datum van binnenkomst | Hoogste positie | Aantal weken | Opmerkingen |
| ------------------------------------------------------------------- | --------------------- | --------------------- | --------------- | ------------ | ----------- |
| Antony and the Johnsons                                             | 2000                  | -                     |                 |              |             |
| I Am a Bird Now                                                     | 01-02-2005            | 23-04-2005            | 58              | 7            |             |
| The Crying Light                                                    | 16-01-2009            | 24-01-2009            | 4               | 27           |             |
| Swanlights                                                          | 08-10-2010            | 16-10-2010            | 10              | 14           |             |
| Cut the World                                                       | 03-08-2012            | 11-08-2012            | 2               | 8            |             |
| Turning                                                             | 07-11-2014            | 15-11-2014            | 70              | 1            |             |

| Album met hitnotering(en) in de Vlaamse Ultratop 200 albums | Datum van verschijnen | Datum van binnenkomst | Hoogste positie | Aantal weken | Opmerkingen |
| ----------------------------------------------------------- | --------------------- | --------------------- | --------------- | ------------ | ----------- |
| I am a Bird Now                                             | 2005                  | 12-03-2005            | 16              | 62           |             |
| The Crying Light                                            | 2009                  | 24-01-2009            | 1(1wk)          | 22           |             |
| Swanlights                                                  | 2010                  | 16-10-2010            | 5               | 17           |             |
| Cut the World                                               | 2012                  | 11-08-2012            | 8               | 23*          |             |

### Singles
| Single met eventuele hitnotering(en) in de Nederlandse Top 40 | Datum van verschijnen | Datum van binnenkomst | Hoogste positie | Aantal weken | Opmerkingen                                  |
| ------------------------------------------------------------- | --------------------- | --------------------- | --------------- | ------------ | -------------------------------------------- |
| You are my sister                                             | 2006                  | -                     |                 |              | met Boy George / Nr. 96 in de Single Top 100 |
| Crazy in love                                                 | 25-06-2009            | -                     |                 |              | Nr. 14 in de Single Top 100                  |
| Bird gerhl                                                    | 2011                  | -                     |                 |              |                                              |
| Cut the world                                                 | 2012                  | -                     |                 |              | Nr. 88 in de Single Top 100                  |

### Ep's
- Hope there's someone (2005)
- You are my sister
- Another world (2008)
- Thank you for your love (2010)